# Tájara
Tájara, o Tahara o Tajarja, entre otros nombres en los que aparece citada en las fuentes, era una alquería o lugar de moros, con una importante fortaleza defensiva en la frontera del Reino de Granada, localizada en lo que en la actualidad es el caserío de las Torres dentro del término municipal de Huétor Tájar, en la provincia de Granada, comunidad autónoma de Andalucía, España. 

## Aparición en las fuentes árabes
- de Al-Udri

El geógrafo e historiador de Dalías al-Udri (1003-1085) en su obra Nusus'an al-Andalus min kitab tarsi al-ajbar en el capítulo dedicado a la descripción de la cora de Elvira cita al iqlim (clima) de al-Taŷarat, donde se encontraban entre otras, las alquerías de Taŷarat al-Ŷabal, Taŷarat al-Wadi y Taŷarat al-Laŷam (Tájara del Monte, Tájara del Río y Tájara del Llano respectivamente). El término de iqlim y la propia localización de las tres alquerías conlleva una gran problemática, pero varios autores coinciden en la identificación de Taŷarat al-Ŷabal con la alquería de Tájara.
- de Ibn al-Jatib

El polígrafo y geógrafo Ibn al-Jatib, nacido en Loja, en su al-Ihata fi ajbar Garnata (La información completa acerca de la historia de Granada) alude a la instalación del líder militar árabe Uqba b. Nuaym, perteneciente al yund de Damasco, en la alquería (qaryat) de Sikanb (Agicampe), una vez sofocada la rebelión bereber en el norte de África y la península ibérica. Al-Jatib sitúa esta alquería en el iqlim de al-Taŷarat (Tájara).

[...]Decían del hijo de 'Uqba b. Na'im, el que entró en al-Ándalus, que era del yund de Damasco, y residió en la qarya Sikanb, en el iqlim Tayarat al-Yamal (sic), del distrito (‘amal) de nuestra tierra de Loja. La kunya del Garnati es Abu Muhammad[...]
Ibn al-Jatib: Al-Ihata fi ajbar Garnata. Edic. ‘Abd Allah ‘INAN, t. III. El Cairo, 1975, p.524

Según el profesor Malpica, el editor confunde Yamal con Yabal (Tayarat al-Yabal) mencionado también por al-Udri y que sería Tájara del Monte, que entre otras ubicaciones posibles estaría el topónimo de Tajarilla.

## Aparición en las fuentes coetáneas a la conquista cristiana

### La campaña militar del condestable Don Álvaro de Luna en la Vega de Granada
Una vez firmadas las Treguas de Majano (1430) entre el monarca castellano Juan II y los reinos de Aragón y Navarra, aliados con gran parte de la nobleza castellana, el monarca planificó una razia contra tierras granadinas. De la campaña se encargó su valido y hombre de confianza el Condestable de Castilla Don Álvaro de Luna.
En los hechos acaecidos en los escarceos previos a la batalla de la Higueruela (1431), las diversas crónicas contemporáneas narran la toma y destrucción de la fortaleza de Tájara, recibiendo esta distintos nombres.
- Crónica de Juan II de Álvar García de Santa María (h. 1370-1460), compuso la Crónica de Juan II sobre hechos de 1406 a 1434.

- Crónica del Halconero de Juan II de Pedro Carrillo de Huete que realizó la parte más importante de la crónica entre los años 1420 y 1451.

- Refundición de la Crónica del Halconero de Fray Lope de Barrientos (1382-1469) en la que hace aportaciones en el año 1434 y entre los años 1441 y 1450.

- Crónica de Juan II de Lorenzo Galíndez de Carvajal, que creó una nueva edición de la crónica en 1517 provocando gran confusión por sus inexactitudes.

- Crónica de Don Álvaro de Luna, Condestable de los Reinos de Castilla y de León.

#### Crónica de Juan II
Esta obra escrita por el judío converso Álvar García de Santa María conoce dos momentos en su redacción:
1. El que produce la que denominaremos "Primera parte", que comprende los años 1406-1419.
2. Del que proviene la "Segunda parte" (1420-1434).

La "Primera parte" de la Crónica de Juan II, como acabamos de decir, comprende los años 1406-1419, se centra en la figura de Fernando de Antequera, regente de Castilla a la muerte de su hermano Enrique III, que es presentado como modelo de conducta regia.
En este primera parte hay dos grandes bloques temáticos: 1. Don Fernando, regente de Castilla y 2. Don Fernando, rey de Aragón. 
La "Segunda parte" de la Crónica de Juan II, también redactada por Álvar García de Santa María, tiene ahora como protagonista don Álvaro de Luna, valido del rey. Es en esta parte donde toma protagonismo la destrucción de la fortaleza de Tájara. Álvar García de Santa María narra los hechos de la siguiente forma:

[...] otras entradas fizo Fernand Álvarez en este año en tierra de moros, en las cuales non acaescieron tales aventuras que de contar sean, porque los moros curaban más de guardar sus lugares que de salir a pelear con él, salvo que en una de ellas llegó hasta Tajara, que era tres leguas de Granada, e fizo los daños que pudo en la tierra e trujo algunos moros captivos [...]
Álvar García de Santa María, Crónica de Juan IIblue

Esta noticia hace referencia a la expedición de Fernando Álvarez de Toledo, señor de Valdecorneja, a primeros de noviembre de 1430. Sobre la base de la distancia a la que se encuentra Tájara de Granada, en esta ocasión, pudiera tratarse del Castillo de Tajarja, ya que Huétor Tájar se encuentra a unas 8 leguas de la capital.

#### Crónica del Halconero de Juan II
En 1431 según esta crónica, las caballerías de Don Álvaro de Luna, Condestable de Castilla, una vez atacada Íllora y varias de las aldeas de la vega granadina establecen el asedio a la villa de Tájara (denominada en la fuente Taxara). El texto nos da información acerca de este hecho:
Essa noche que ay asentamos real fue entrado el dicho lugar, e fue començado a quemar; e otras algunas aldeas que estabas desta parte fueron quemadas
Al día siguiente, sigue narrando la Crónica:
E estubieron ay ls batallas fasta que se entro el logar e se acabo de quemar. E fueron taladas muchas pnes que ay abia; e no nos detubimos sobre la fortaleza porque teniamos otro dia de pasar vn rio malo, e porque no era tal que tomada se pudiese detener.

#### Crónica de Don Álvaro de Luna, Condestable de los Reinos de Castilla y de León
La Crónica del Condestable Don Álvaro de Luna narra en su gran mayoría los hechos descritos en las Crónicas de Juan II de Castilla. Del contenido de la crónica se deduce que se empezó a escribir entre el año 1453, en que murió Don Álvaro, y el año 1460, en que falleció su sobrino Don Rodrigo de Luna, arzobispo de Santiago.
La crónica fue publicada en 1546, en Milán, al parecer por Álvaro de Luna, bisnieto del Condestable, que por entonces era capitán de la guardia de la fortaleza de dicha ciudad.
En cuanto al autor, debido al afecto y prolijidad con que se refiere a los movimientos, palabras y propiedades del Condestable, puede tratarse de una persona a su servicio, sin que esto deje de ser una conjetura.
La crónica narra de la siguiente forma la toma de Taxara (Tájara), cuando el Condestable buscaba hacer destrozos en la Vega de Granada, buscando la confrontación con el rey de Granada en campo abierto:

[...]El Condestable Don Álvaro de Luna, que muy grand deseo avia de verse en el campo con el Rey, é casa de Granada, envió desde alli su embajada á Mahomad Abenazar Rey de Granada, el qual se llamaba el Ezquierdo: por la qual le enviaba á decir: “Que pues él era venido alli tan cerca de la su cibdad de Granada con alguna parte de la caballería del Rey de Castilla su señor, que le pedia por cerced, que él quisiesse salir á verse con él en el campo”. Enviados los mensajeros al Rey con esta embajada, el Condestable assentó ese dia con su hueste en un cerro que está frontero á Taxara desta parte de Xenil, donde estovo esa noche. Aquella noche ovo en la hueste del Condestable muchos rebatos; porque los Moros se allegaban é acercaba á tentar el real, é sentir la ordenanza de los Cristianos tenian. Estovo alli el Condestable el dia siguiente esperando la respuesta del Rey de Granada: é en tanto envio á algunos de sus caballeros, que combatieron á Taxara, é entraronla por fuerza, é quemaronla fasta el castillo, é mataron algunos Moros: los otros se recogieron al castillo. Fueron alli feridos algunos Cristianos: quemadron muchas alcarias, que por aquella tierra avia: talaron muchos panes é huertas: é tomaron á vida muchos Moros. Alli ovo respuesta el Condestable del Rey de Granada á la embajada que enviára, diciéndole: “Que como quiera, que por estonce non saliesse á ver á él, é á sus caballeros, que él prestamente sería á tiempo en que los pudiesse salir á ver, é tallarse con ellos”. El Condestable, veyendo que el Rey de Granada se escusabe de salir al campo, movió con su hueste Xenil ayuso, talando panes é huertas, é quemando muchas alcarias: é entre las otras se quemó aquel dia una que se llamaba Xalar, faciendo grand daño en todo lo que podia, é poniendo el mayor espanto en la tierra de los Moros, que mucho tiempo avia que non avian rescebido. Llegó con su gento acerca de la cibdad de Loxa: el rio Xenil venia crecido por las muchas aguas que avia fecho: el vado, que avia que passar, para se aposentar, tenia grande el passo, é era arenoso: é con la passada de los delanteros dañaronse en tal manera las entradas é las salidas, que el fardage é las batallas, que venian atrás, non avian lugar por donde pasasen.[...]
Crónica de D. Álvaro de Luna, Condestable de los Reinos de Castilla y de León, Maestre y Administrador de la Orden de Caballería de Santiagoblue

### La campaña militar del condestable Don Miguel de Lucas en la Tierra de Loja
Esta acción de carácter militar llevada a cabo por el Condestable de Castilla en 1458, es narrada por la crónica anónima denominada Hechos del Condestable don Miguel de Lucas. En función del tipo de letra del códice, parece corresponder a finales del siglo XVI o primer cuarto del siglo XVII. En él se narra la vida del condestable Lucas de Iranzo entre los años 1458 y 1471.
En el pasaje, a continuación, se narra como el Condestable penetró en tierras moras para realizar una campaña de castigo quemando los campos de la Tierra de Loja, para después pasar a los Montes Occidentales. En el texto se hacer referencia al topónimo Tanxora cercano a Loxa, que sin duda se corresponde con la Fortaleza de Tájara. 

[...]Desde á dos ó tres dias el señor Rey mandó devantar el real y fue á talar y quemar los panes de Loxa y de su comarca, y es dia que partió fue á sentar su real sobre un lugar que se llama Tanxora, que es una legua de Loxa; y antes que el real se acabase de asentar, encendióse un fuego á la una parte dél en la yerva seca, y quemó la mitad de las tiendas que asentadas estaban, y las cozinas y otras muchas cosas, el qual fuego llegó á el aposentamiento del señor Condestable y quemó la tienda de su despensa y mucha de la provision que en ella estaba, y quemárase todo y otra tienda rica suya, salvo que los hombres de pie del señor Condestable, que eran llegados, alzaron la falda de la dicha tienda, y con mucho vino á torrentes que en su despensa venia, apagaron el fuego. E otro dia siguiente, quedando alli el real asentado, el Rey nuestro señor y el señor Condestable y otros cavalleros fueron á socorrer á Loxa, do fallaron muchos cavalleros y hombres buenos asi que Loxa, como de la ciudad de Granada, que la noche de antes habían venido; y cerca de la ciudad, junto con sus huertas, entre los christianos y moros se travó una escaramuza la mas brava que nunca los hombres vieron, la qual mas propiamente se podia decir pelea peleada, porque muchas vezes andaban en ella quarenta ó cinquenta cavalleros firiendose con las espadas, después que habían perdido las lanzas; y el señor Rey y todos los otros cavalleros que con su Alteza habían ido se vieron en asaz peligro, salvo porque fueron socorridos de la gente del real, y el filo no cesaba, y muchas vezes el Rey nuestro señor se ponia en semejantes peligros por irse con poca gente y tener las cosas en poco. Y este dia murieron algunos, y fueron muchos feridos de una parte y de otra; pero con todo esto talaron los panes, y huertas de aquella comarca. Y esto fecho, el señor Rey se partió de sobre Loxa y vino asentar su real sobre Illora, la cual asimismo fue talada, y entrado el arrabal de ella por fuerza y quemado fasta la mezquita. Y después que el señor Rey alli ovo estado dos dias talando y quemando, partió y vino á dormir á Alcalá la Real, donde falló al conde de Aro, tio de la señora Condesa, esposa del Condestable, esperando á su Alteza, por no le había alcanzado á tiempo que pudiese entrar con él á la vega[...]
Relacion de los fechos del mui magnifico é mas virtuoso señor: el señor don Miguel de Lucas, mui digno Condestable de Castilla

### La toma y destrucción de Tájara en la guerra de Granada

#### Crónica de los Reyes Católicos: Don Fernando y Doña Isabel de Castilla y Aragónde Fernando del Pulgar
También se menciona en la Crónica de los Reyes Católicos de Diego de Valera (p. 160-161), las Memorias del Reinado de los Reyes Católicos de Andrés Bernáldez (p. 135) y la Guerra de Granada de Alonso de Palencia (p. 83). Según Palencia, Bernáldez y Pulgar, el rey Fernando toma en 1483 la fortaleza de Tájara, aunque con alguna dificultad. Según Valera, hace falta la intervención del marqués de Cádiz Rodrigo Ponce de León y Núñez para acabar de tomarla.

#### Historia de los Reyes Católicos D. Fernando y D.ª Isabelde Andrés Bernáldez
TOMO I.

CAPÍTULO LXIII.

Como el Rey D. Fernando tomó a Tahar a los moros.

En el mes de junio del año suso dicho de 1483, fue el Rey D. Fernando a meter la recua a Alhama poderosamente e combatió a Tahara e tomola por fuerza de armas e tomó los moros cautivos que fueron ciento moros poco más o menos que guardaban la fortaleza o villa; que la gente menuda no osó toda aguardar e fizo talar la Vega de Granada e tuvo allá el San Juan, e en Tahara hubo mucho trigo e cebada e gran presa, de lo cual fizo bastecer a Alhama, e sacó de ella a Luis Puertocarrero, e dejó al Conde de Tendilla por Capitán e Alcayde, e desta vez quedaron los moros de Granada muy atemorizados del Rey D. Fernando de ver tanta y tan noble caballería y gente que llevaba, entró y salió esta vez en Alhama dando vista á Granada.
Andrés Bernáldez, Historia de los Reyes Católicos D. Fernando y D.ª Isabel

#### Alfonso de Palencia
En la primera fase de la guerra de Granada, la toma de Alhama (28 de febrero de 1482) en el interior del reino nazarí supuso la imperiosa necesidad de un abastecimiento cruzando las líneas enemigas. Inmediatamente posterior a la batalla de Lucena (abril de 1483), el propio rey Fernando el Católico se dispone a realizar el abastecimiento de la ciudad de Alhama cruzando la parte occidental de la vega granadina. En su ruta no dudó en talar los ricos campos de Íllora y Montefrío y apoderarse de la fortaleza de Tájara, plaza trascendental para la toma de Loja debido a su localización muy cercana a esta ciudad en el partido de las Torres, actual término municipal de Huétor Tájar. Este suceso fue narrado por la mayoría de los cronistas de la época. Entre estos, así lo recogió Alfonso de Palencia en el libro III de su Guerra de Granada:

[...]No sintió menos la noticia de la desastrada muerte del Duque el rey D. Fernando, que a principios de este mes de Junio acaudillaba su ejército contra los granadinos. Pero como las necesidades de la guerra ocupaban toda su atención, tuvo que consagrarse a proveer a la defensa de Alhama antes de talar los campos enemigos. Al pasar por Íllora entró a saco tras breve escaramuza en el arrabal; pero no quiso combatir los puntos más fortificados y mejor defendidos por los moradores, en su afán de proseguir la marcha, para no consumir las provisiones destinadas a la guarnición de Alhama. Relevada, según lo convenido, y aprovisionada convenientemente, marchó con 6.000 caballos y unos 40.000 peones hacia los campos que mayores frutos proporcionaban a la multitud granadina, y resolvió sitiar a Tájara por su proximidad a Alhama y por las abundantes provisiones que suministraba a la vecina ciudad de Loja. Para batir las murallas se emplearon una bombarda y diez ribadoquines, y aunque hubo algunas dificultades para el sitio en pocos días quedaron arrasadas las torres y reparos y muertos o prisioneros todos los defensores. De los nuestros perecieron algunos; pero lo que más sintió el Rey fue la grave herida que un tiro de espingarda causó a su tío D. Enrique Enríquez. Hízole llevar a Alhama para curarle, y a las siete jornadas mandó acampar en sitio seguro al ejército al aproximarse a Granada. Durante la marcha hizo talar los campos y retó a combate al enemigo. El temor a las revueltas intestinas de los granadinos obligó al rey Albuhacén a rehusarle, no presentando nunca sus batallas ante las nuestras y limitándose a esconder entre los olivares multitud de peones y a colocar junto a los emboscados, prontos a acudir a la escaramuza, algunos jinetes sueltos, que en revuelto pelotón fingían caminar a la ventura; todo a fin de caer sobre los nuestros, si en su afán de pelear acometían incautamente a los moros en su marcha. Adivinó D. Fernando el ardid, y dio orden a los soldados de no empeñar combate a escondidas[...]
Alfonso de Palencia, Guerra de Granada

#### Historia de la rebelión y castigo de los moriscos del Reino de Granada de Luis del Mármol Carvajal
[...]Más no por eso el moro hizo el efeto a que iba, porque los cristianos que estaban dentro se defendieron, y el rey don Hernando los socorrió; y siguiendo al enemigo la vuelta de Granada, entró en la Vega, y taló y destruyó los sembrados y las huertas dos veces aquel año, y ganó la villa de Tájora y la asoló, y tomó la torre de la puente de Pinos, donde fue Iliberia, y dejando la frontera muy bien proveída, y a don Íñigo López de Mendoza, conde de Tendilla, por alcaide y capitán de Alhama, volvió victorioso a la ciudad de Córdoba.[...]
Luis del Mármol Carvajal, Historia de la rebelión y castigo de los moriscos del Reino de Granada

[...]No fue de poco momento la prisión del rey moro para la conquista de aquel reino, porque estando las cosas de los moros turbadas, entró el rey don Hernando aquel año con su ejército en la vega de Granada, y haciendo grandes talas en los sembrados, huertas y viñas y en los términos de las villas de Illora y Montefrío, cercó la villa de Tájora, que los moros habían vuelto a fortalecer, y la combatió y ganó por fuerza; y haciéndola destruir y asolar otra vez, volvió a invernar a Córdoba.[...]
Luis del Mármol Carvajal, Historia de la rebelión y castigo de los moriscos del Reino de Granada

## Su tratamiento en las fuentes contemporáneas

### Simonet
Francisco Javier Simonet al describir los climas o iqlim del Reino de Granada, que aparecen en la Historia Neserita de Ibn al-Jathib, nos dice:

III. El de Tachara Algebal, ó Tachara del Monte, que quizás tomó su nombre del pueblo y plaza fuerte de Tajara, que mencionan nuestras crónicas como situada cerca de Alhama. La capital de este clima era la ciudad y castillo de Lauxa ó Loja
Simonet, Descripción del Reino de Granada bajo la dominación de los naseritas, sacada de los autores árabes y seguida del texto inédito de Mohammed Ebn Aljathibblue

Sin embargo este mismo autor más adelante rectifica y en un capítulo dedicado a Adiciones al libro rectifica y afirma:

Aunque en el apéndice número I, pág. 126, he conjeturado que el clim de Tachara Algebal debió tomar su nombre de la villa fuerte de Tajara, que mencionan nuestros cronistas como puesta cerca de lhama, sin embargo, después de mejor examen, yo creo que el pueblo que dio su denominación a aquel clima o comarca corresponde al lugar hoy llamado Huétor Tajara, y situado cerca de Loja; pues esta era la capital de aquel clima, según el autor árabe que mencionamos en el lugar mencionado
 Simonet, Descripción del Reino de Granada bajo la dominación de los naseritas, sacada de los autores árabes y seguida del texto inédito de Mohammed Ebn Aljathibblue

Una vez más en esta obra, cuando Simonet hace mención a la Bula de Erección del Arzobispado de Granada, identifica Tájara con el pueblo anejo a Loja, junto con Güétor (actual Huétor), por lo que sin duda se refiere al caserío de las Torres en Huétor Tájar:

Idem la ciudad de Loxa, con sus anejos de Güétor, Tajara y el Salar
 Simonet, Descripción del Reino de Granada bajo la dominación de los naseritas, sacada de los autores árabes y seguida del texto inédito de Mohammed Ebn Aljathibblue

La menciones en ambos casos son relativas a Taŷarat al-Yabal. Seco de Lucena asimila este topónimo a una de las posesiones de los reyes nazaríes descritas en la Ihata. Sin embargo un revisión historiográfica más reciente nos hace ver con cautela esta apreciación.

### Seco de Lucena
Seco identifica el término Tájara con una cortijada de la vega, término de Huétor Tájar, en la cual se conservan las ruinas de una fortaleza. 
Además la identifica con la alquería árabe del alfoz granadino nombrada en la Ihata edición del Cairo por Ibn al-Jatib, en la que aparece erróneamente transcrita como Nabira.

## La Villa de Tájara en losLibros de Repartimientos de Loja
La información contenida en los Libros de Repartimientos de Loja', nos va a permitir conocer el espacio humano que rodeaba la villa de Tájara.
Un elemento de gran importancia y que configuraba el espacio era la acequia que se derivaba (en la actualidad aún existe) del río Cacín para discurrir paralela a este hasta llegar al valle del río Genil. El amplio espacio irrigado supuso la prosperidad de la alquería, que en las fuentes cristianas de la reconquista es denominada a veces como villa, o bien se habla de un importante arrabal guarnecido por la Fortaleza de Tájara. En las crónicas se menciona la tala de panes haciendo referencia a la importancia del cultivo del cereal en sus campos colindantes, de vital importancia para el abastecimiento de Loja. De hecho Loja no cayó hasta que Tájara fue tomada.
Por el contrario el río Genil, que tendría un cauce mucho más importante que en la actualidad y afectado por incontroladas crecidas, no debió ser un espacio irrigado, estando ocupado por vegetación de ribera.
Sin duda la situación estratégica de la alquería frente a un bado del río Genil y en el cruce de caminos entre Loja y Granada y entre Alhama y Montefrío le conferían gran importancia, de ahí la importancia de su destrucción para la libre circulación de tropas y víveres por la vega.
La prospección llevada a cabo por Jiménez Puertas en la zona ha puesto de manifiesto la existencia de restos de muros de mampostería unida con mortero localizados en la fachada norte del caserío de Las Torres, pudiendo corresponder a los restos de la Fortaleza de Tájara y por lo tanto daría nombre a la actual caserío. La cerámica hallada, se corresponde con tipos que pueden datarse en época almohade y nazarí: ataifores vidriados, en melado o verde; cazuelas con vedrío melado; jarritas de loza en verde y manganeso; alcadafes vidriados; etc.